# Radzymin
Radzymin (udtale: [raˈd͡zɨmʲin])  er en by der ligger i det østlige, centrale Polen, i den centrale del af voivodskabet Masovien (Województwo mazowieckie) og har 14.314(2021) indbyggere og et areal på 23,32 km². Den er en del af powiatet (amt) Wołomin.

## Historie
Radzymin dateres tilbage til middelalderen. Den blev nævnt i et dokument fra hertug Bolesław 4. af Warszawa fra 1440. Det blev tildelt et bycharter i 1475. Siden da delte byen skæbnen med den nærliggende by Warszawa, der kun ligger 25 km væk. Det var en privat by ejet af polsk adel, administrativt beliggende i Warszawa-amtet i Masoviske Voivodeskab i provinsen Storpolen i Kongeriget Polens krone.
Det blev annekteret af Preussen i Polens tredje deling i 1795. I 1807 blev det genvundet af polakkerne og inkluderet i det nydannede, dog kortvarige Hertugdømmet Warszawa. Under den østrigsk-polske krig i 1809 var det stedet for Slaget ved Radzymin, som endte med en polsk sejr. Efter hertugdømmets opløsning i 1815 faldt byen under den russiske deling af Polen. Under januaropstanden, den 30. juli 1863, fandt en træfning sted mellem polske oprørere og russiske soldater der. Russiske soldater omringede en polsk oprørsenhed, men efter en kort kamp lykkedes det polakkerne at bryde gennem omringningen og flygte mod Kałuszyn.